# Obavještajci
Obavještajci (eng. Spooks)je televizijska serija koja se prikazivala od 2002. do 2011. godine, sveukupno sadrži 86 epizoda u deset sezona. Serija prati rad agenata MI5, napisana je od strane Davida Wolstencrofta, serija je privukla veliki broj popularnih "gostujućih" glumaca: Hugh Laurie, Andy Serkis, Bruce Payne, Ian McDiarmid, Anupam Kher i Alexander Siddig.

## Sažeci serije

### Sezona 1
Glumci: Matthew Macfadyen, Keeley Hawes, David Oyelowo, Jenny Agutter, i Peter Firth, serija se počela prikazivati u proljeće 2002. kao šest jednosatnih epizoda. Serija je imala jako dobre kritike i dobar broj gledanosti, prvih šest epizoda je gledalo oko 7.5 milijuna gledatelja. U drugoj epizodi Robert Osborne (Kevin McNally) muči i ubija agenticu Helenu Flynn (Lisa Faulkner), to zgrožava gledatelje BBC-a koji su čak prijetili i tužbama, zbog toga je serija pomaknuta na termin poslije 21:00.

### Sezona 2
Nakon jako dobre prve sezone snimljena je i druga koja je imala neznatno manju gledanost 7.1 milijun gledatelja. U ovoj sezoni novi lik je bio Ruth Evershed (Nicola Walker) koja se počela pojavljivati u drugoj epizodi.

### Sezona 3
Za treću sezonu je snimljeno deset nastavaka koji su se počeli prikazivati na BBC-u u jesen 2004., a završili 13. prosinca. U ovoj sezoni se pojavljuje Rupert Penry-Jones kao Adam Carter koji je "posuđen" od MI6 da bi pomogao istražiti Tomov nestanak. 
Gledanost je pala na 5.8 milijuna gledatelja.

### Sezona 4
12. rujna 2005. puštena je nova sezona, odmah se upoznaje novi lik Zafar Younis kojeg utjelovljuje Raza Jaffrey. Priča se odvija oko bombe koja je eksplodirala u središtu Londona, što se u stvarnosti dogodilo 7. srpnja, dakle dva mjeseca prije emitiranja, ali poslije samog snimanja sezone. Nakon povlačenja Fione Carter (Olga Sosnovska) novi lik je Jo Portman (Miranda Raison) koju je Adam regrutirao.
Sezona je imala prosjek gledatelja oko 6.05 milijuna.

### Sezona 5
Peta sezona se bavi pokušajem Al-Kaidine ćelije da izvede teroristički napad na London, u ovoj sezoni Britanska vlada prodaje nuklearno oružje Saudijskoj Arabiji, a Amerikanci naoružavaju Afričke diktatore.
Sezona je imala prosjek od 6 milijuna gledatelja po epizodi.

### Sezona 6
Šesta sezona počela se prikazivati 16. listopada, a završila 18. prosinca 2007. Priča se bavi iranskim obogaćivanjem urana, tj. mogućnosti pravljenja atomske bombe.

### Sezona 7
Sedma sezona počinje s emitiranjem 27. listopada 2008. serija kreće Peterom Firthom kao Harrey Pearceom, s Alexom Lanipekunom kao Benom Kaplanom, Hughom Simonom kao Malcolmom Wynnom-Jonesom, Miranda Raison kao Jo Portman i Gemma Jones kao Connie James.
U prvoj epizodi Adam(Rupert Penry-Jones) umire u eksploziji auta. U seriju se vraća Ros Myers(Hermione Norris), a dolazi i novi lik Lucas (Richard Armitage) kao operativac MI5 koji je bio zarobljen u Rusiji.

### Sezona 8
Sezona osam je počela se snimati u ožujku 2009, a prva epizoda je puštena 4. studenog 2009. na BBC-u. Prva epizoda je imala gledanost od 6 milijuna gledatelja.

### Sezona 9
Lucas je ostao u seriji, dok je Ros poginula u posljednjoj epizodi osme sezone. Jedina konstanta svih sezona je Harry Pearce (Peter Firth koji je još uvijek šef odjela D MI5. Sezona završava tako što je Harry obaviješten da počne razmišljati što će sa životom poslije MI5 jer će se protiv njega provoditi istraga.

### Sezona 10
Na kraju sezone 9, došla je obavijest da nastavak slijedi 2011.

## Uloge

### Trenutni glavni likovi

#### Glavni
- Harry Pearce (Peter Firth; 2002—) Voditelj protuterorističkog odijela[1] MI5
- Lucas North - John Bateman  (Richard Armitage; 2008—2010) Načelnik odjela, Odjel D.; status nepoznat.[2][3]
- Beth Bailey (Sophia Myles; 2010—) Zamjenik načelnika odjela, Odjel D[4]
- Ruth Evershed (Nicola Walker; 2003–2006, 2009—) Analitičar, Odjel D[5]
- Dimitri Levendis (Max Brown; 2010—) Tehničar, Odjel D.[6]
- Tariq Masood (Shazad Latif; 2009—) Tehničar i Analizator, Odjel D[7]

### Ostali
- Alton Beecher (Colin Salmon; 2010—) Glavni časnik CIA u Londonu.
- William Towers (Simon Russell Beale; 2010—) Britanski ministar unutarnjih poslova
- Alec White (Vincent Regan; 2010—) MI5 specijalac za unutarnje poslove
- Malcolm Wynn-Jones (Hugh Simon; 2002–2009; 2010-) Tehničar i analitičar, Odjel D. Povukao se nakon sezone 8; povratak u sezoni 9, epizodi 6

### Bivši glavni likovi

#### Mrtvi
- Helen Flynn (Lisa Faulkner; 2002) Administrator, Odjel D. Mučena i ubijena od strane desničarske terorističke skupine.
- Danny Hunter (David Oyelowo; 2002–2004) Zamjenik načelnika, Odjel D. Likvidiran tijekom terorističke prijetnje.
- Fiona Carter (Olga Sosnovska; 2004–2005) agentica MI6, Odjel D. Ubijena od strane bivšeg muža za vrijeme „operacije“.
- Colin Wells (Rory MacGregor; 2002–2006) Tehničar i analitičar, Odjel D. Obješen od strane SIS-ovog agenta.
- Zafar Younis (Raza Jaffrey; 2004–2007) Zamjenik načelnika, Odjel D. Ubijen od strane Al-Kaide u Afganistanu.
- Adam Carter (Rupert Penry-Jones; 2004–2008) Načelnik odjela, Odjel D. Ubijen u auto bombi.
- Ben Kaplan (Alex Lanipekun; 2007–2008) Zamjenik načelnika, Odjel D.[8] Prerezan vrat od strane FSB-ovog agenta.
- Connie James (Gemma Jones; 2007–2008) Bivši analitičar,[9] Odjel D. Ubijena dok je rastavljala nuklearnu bombu.
- Jo Portman (Miranda Raison; 2005–2009) Zamjenik načelnika, Odjel D[10] Ubila je Ros Myers tijekom talačke situacije.
- Ros Myers (Hermione Norris; 2006—2009) Načelnik odjela, Odjel D[11] Ubijena dok je spašavala ministra unutarnjih poslova.

#### Živi
- Jed Kelley (Graeme Mearns; 2002) Administrator, Odjel D. Nije viđeno da odlazi, možda je promijenio odjel.[12]
- Tessa Phillips (Jenny Agutter; 2002–2003) Načelnik odjela, Odjel K. Napustio zemlju nakon što ga je Harry razotkrio.
- Tom Quinn (Matthew Macfadyen; 2002–2004) Načelnik odjela, Odjel D. Otišao u ranu mirovinu.
- Zoe Reynolds (Keeley Hawes; 2002–2004) Zamjenik načelnika, Odjel D. Otišla u Čile nakon pogreške na tajnom zadatku.
- Sam Buxton (Shauna Macdonald; 2003–2005) Administrator, Odjel D. premješten u GCHQ.

#### Mrtvi-sporedni
- Viktor Sarkisian (Peter Sullivan) (2008-2009) – Bivši prvi čovjek FSB-a u Londonu. Ubijen usred otmice Harryja Pearcea.
- Sam Walker (Brian Protheroe; 2009) Direktor CIA u Londonu. Ubila ga Sarah Caulfield.
- Sarah Caulfield  (Genevieve O'Reilly; 2009) CIA-in agent i agent. Ubijena od strane nepoznate osobe nakon što ju je MI5 uhitio zbog izdaje.
- Andrew Lawrence (Tobias Menzies; 2009) Bivši britanski ministar unutarnjih poslova. Ubijen u eksploziji zajedno s Ros Myers.
- Nicholas Blake  (Robert Glenister; 2006-2010) Bivši britanski ministar unutarnjih poslova. Harry ga otrovao nakon što je saznao da je bio umješan u ubojstvo Lawrencea i Myers.

#### Živi-sporedni
- Jools Siviter (Hugh Laurie; 2002) Šef odjela M16. Napustio državu.
- Oliver Mace (Tim McInnerny; 2004–2006) Predsjednik JIC(Zajednički obavještajni odbor), morao odstupiti nakon što se saznala da stoji iza mučenja terorista.
- Juliet Shaw (Anna Chancellor; 2005–2007) Bivši nacionalni savjetnik za sigurnost, otkrivena kao šefica Jalte. Status nepoznat.
- Dariush Bakhshi (Simon Abkarian; 2007) Iranski konzul.
- Bob Hogan (Matthew Marsh; 2007) Direktor CIA u Londonskoj podružnici.
- Sir Richard Dolby (Robert East; 2008) Generalni direktor MI5

## Nagrade
| Godina | Nagrada                           | Kategorija                        | Nominirani          | Rezultati  |
| ------ | --------------------------------- | --------------------------------- | ------------------- | ---------- |
| 2003   | BAFTA Televizijske Nagrade        | Najbolja dramska serija           |                     | Pobjeda    |
| 2003   | BAFTA Televizijske Nagrade        | Originalna TV Glazba              | Jennie Muskett      | Nominacija |
| 2003   | Royal Television Society nagrade  | Najbolja dramska serija           |                     | Pobjeda    |
| 2003   | Broadcast nagrade                 | Najbolja dramska serija           |                     | Pobjeda    |
| 2003   | BBC dramske nagrade               | Najbolja drama                    |                     | Pobjeda    |
| 2003   | BBC dramske nagrade               | Najbolja internet stranica serije |                     | Pobjeda    |
| 2005   | BAFTA televizijske nagrade        | Najbolja dramska serija           |                     | Nominacija |
| 2006   | BAFTA televizijske nagrade        | Najbolja dramska serija           |                     | Nominacija |
| 2008   | BAFTA televizijske nagrade        | Interaktivnost                    |                     | Pobjeda    |
| 2008   | Nagrade za kriminalističku seriju | Najbolji glumac                   | Rupert Penry-Jones  | Pobjeda    |
| 2008   | Nagrade za kriminalističku seriju | Najbolja glumica                  | Hermione Norris     | Pobjeda    |
| 2008   | Nagrade za kriminalističku seriju | Krimi Drama                       |                     | Nominacija |
| 2009   | BAFTA televizijske nagrade        | Najbolja dramska serija           |                     | Nominacija |
| 2009   | BAFTA televizijske nagrade        | Originalna TV Glazba              | Paul Leonard-Morgan | Nominacija |
| 2009   | Nagrade za kriminalističku seriju | TV Dagger                         |                     | Nominacija |
| 2009   | Nagrade za kriminalističku seriju | Najbolja glumica                  | Hermione Norris     | Nominacija |

## Vanjske poveznice
- Obavještajci  Arhivirana inačica izvorne stranice od 14. prosinca 2006. (Wayback Machine) na kudosproductions
- Obavještajci  Arhivirana inačica izvorne stranice od 18. listopada 2012. (Wayback Machine) Britanski filmski institut
- Obavještajci u internetskoj bazi filmova IMDb-a